# Le Soleil (Квебек)
Le Soleil (читається як «Льо Солей», у перекладі з французької — «Сонце») — франкомовна громадсько-політична газета, що видається в місті Квебек, столиці провінції Квебек (Канада).
Газета заснована 28 грудня 1896. Дотримується центристських та федералістських позицій[джерело?]. Це не заважає їй виступати на захист французької мови. Провідна газета міста Квебек[джерело?].